# 坂戸城 (常陸国)
坂戸城（さかどじょう）は、茨城県桜川市西飯岡字伊勢代にあった日本の城（山城）。宇都宮氏家臣小宅氏・小田氏家臣信太氏などの居城。

## 概要
標高218メートルの城山山頂に位置する。宇都宮家臣の小宅高国が築城し小宅氏の居城としていた。

### 歴史
戦国時代中期には宇都宮氏と小田氏の間でこの城を巡り激しい争いがあった。
天文18年（1549年）に喜連川五月女坂の戦いで主君の宇都宮尚綱が討死した際の混乱に乗じて小田氏に攻められ小田家臣の信太氏が城主となるが宇都宮勢に反撃され奪還されている。
永禄7年（1564年）に小田家臣の信太頼範が大将の軍勢が攻め込んで来ており城主の小宅尚時は主家の宇都宮広綱に救援を出し籠城するが、坂戸城は攻め落とされ小田氏の手に渡り、小宅尚時は小栗城へ逃れた。その後、その後再び宇都宮勢の反攻に遭い坂戸城は再び落城し信太頼範は討死。小宅氏は再び坂戸城の城主となった。